# Далисичи
Далисичи — село (21 ноября 1730 года) в Суражском районе Брянской области России. Входит в состав Дубровского сельского поселения.

## География
Село находится в северо-западной части Брянской области, в зоне хвойно-широколиственных лесов, в пределах части Приднепровской низменности, на левом берегу реки Вир, при автодороге 15К-2507, на расстоянии примерно 11 километров (по прямой) к северу от города Суража, административного центра района. Абсолютная высота — 165 метров над уровнем моря.

### Климат
Климат характеризуется как умеренно континентальный с достаточным увлажнением, тёплым летом и умеренно холодной зимой. Среднегодовая многолетняя температура воздуха составляет 5,4 °С. Средняя температура воздуха самого тёплого месяца (июля) — 18,1 °C (абсолютный максимум — 37 °C); самого холодного (января) — −8 — −7,5 °C (абсолютный минимум — −37 °C). Период активной вегетации растений (с температурой выше 10°С) составляет 144 дня. Среднегодовое количество атмосферных осадков составляет 554 мм, из которых большая часть (285 мм) выпадает в тёплый период. Снежный покров держится в течение 120—130 дней.

### Часовой пояс
Село Далисичи, как и вся Брянская область, находится в часовой зоне МСК (московское время). Смещение применяемого времени относительно UTC составляет +3:00.

## История
Универсал от 14.12.1729 года "О заселении литовскими заграничными людьми земель в урочище Далисичах" такого содержания:
 "Пане полковнику Стародубскому на сей час наказному а впредь совершенному з старшиной полковою, а особливе пану Сотникову Мглинскому з урядом и кому бы колвек о том ведати надлежало, сим нашим ознаймуем универсалом: иж меючи мы в полку Стародубском, в сотне Мглинской, в урочище Далисичи купленные отчинние и сенокосные кгрунта за рекою Ипуттю, между речками Кременцем и Ржачею положение свое меючие, намерилисьмо на оних купленных кгрунтах осадить слободы. Зачим, дабы определённому для занятия в тоих кгрунтах на имя наше слободы Осадчему нихто не важился жодного чинити препятствия, упоминаем тое еднак докладаем, дабы тот Осадчий, которому занято на тих нащих купленных кгрунтах слободы полецено будет, жадоною мерою не важились на оную слободу не тилко Великороссийских и смоленской шляхты беглых крестьян, но и реймонту нашего Малороссийских всякого звания людей принимати, леч имеет оную слободу заграничными литовскими людьми осажувати от которой слободы занятее же бы села и владении их кгрунтов жадного не чинилося препятствия, он же Осадчий накрепко остерегать меет. Дан в Глухове декабря 14 дня 1729 року".
  Универсал гетмана Апостола о заселении урочища Далисичи являлся лишь законодательным актом. Фактическое заселение началось через год. Об этом писал Ф.М. Искрицкий в семейной хронике "Сказание о дедах":
 "Начало села последовало 1730 года 21 ноября в день Введения во храм Пресвятой Богородицы, когда был водружён крест, как символ того, что в этом месте будет слобода, и можем всем приходящим селиться.
 Поселенцы села Далисичи почти все из Белоруссии, как и целая пограничная черта Могилёвской губернии, по коей все деревни малорусские населены теми же выходцами.
 В память начала села день Введения в храм Пресвятой Богородицы празднуется так же, как и храмовый праздник".
Усадьба Искрицких (вторая половина XIX века, сохранился дом с флигелями и аллеи парка).
Деревянная Успенская церковь (1910, ныне полуразрушена).

## Население
| 2010 | 2013 |
| ---- | ---- |
| 424  | ↘377 |

### Национальный состав
1380 человек (1901), в национальной структуре населения русские составляли 98 % из 475 человек (2002).